# 幸福到萬家
《幸福到萬家》（英語：The Story of Xing Fu），2022年中國大陸現代勵志電視剧，根據長篇小說《秋菊傳奇》所改编，描写南方农村的喜怒哀乐。由鄭曉龍執導、趙冬苓編劇，趙麗穎、劉威、唐曾領銜主演，羅晉特別出演。該劇於2020年9月19日開機，2021年2月8日全劇殺青。2022年6月29日於東方衛視及北京衛視雙台播出，優酷全網獨播。台灣LINE TV全網首播。

## 播出时间
| 頻道     | 所在地   | 播出日期              | 播出時間                                  | 備註 |
| -------- | -------- | --------------------- | ----------------------------------------- | ---- |
| 東方衛視 | 中国大陆 | 2022年6月29日—7月20日 | 每晚19:30播出兩集，週六播出一集           |      |
| 北京衛視 | 中国大陆 | 2022年6月29日—7月20日 | 每晚19:30播出兩集，週六播出一集           |      |
| 優酷     | 中国大陆 | 2022年6月29日—7月20日 | 會員每晚22:00同步更新兩集，非會員更新一集 |      |

## 劇情簡介
讲述了一个名叫幸福的姑娘在事业与婚姻、爱情与亲情的多重考验下不断成长的故事。

## 演員列表
| 演員                          | 角色   | 介紹 |
| 趙麗穎                        | 何幸福 | 王慶來之妻。性格擇善固執，秉直堅韌的新時代女性。最初因為妹妹何幸運被萬傳家借鬧婚的習俗騷擾，而與萬書記一家有了過節，在此事演變出一連串事件後，為躲避村民們的不滿而與丈夫搬離農村，憑藉自身的努力逐漸在城市中站穩腳跟，卻與都市生活不適應的丈夫發生矛盾，為挽回婚姻於是決定回到萬家莊開創觀光事業。最後接替萬善堂成為萬家莊書記，成為萬家莊的新任引路人。 |
| 唐曾                          | 王慶來 | 何幸福的丈夫。性格老實憨厚，卻也懦弱怕事，勤於耕農。為躲避村民的不滿與何幸福遷居城市生活，然而安於現狀的本性讓王慶來對於事業日漸成長的何幸福開始患得患失，因猜忌何幸福與關濤之間的關係，兩人爆發婚姻危機，在何幸福願意同自己回歸農村生活之後，也開始成長改變，在何幸福的影響下，最終脫胎換骨，開辦了萬家莊的蔬果合作社，也成為萬家莊內獨當一面的人物。 |
| 劉威                          | 萬善堂 | 萬家庄書記兼萬家集團董事長，萬傳家的父親，被其借鬧婚之名雞姦。早年帶領萬家庄的居民進山開採石礦，幫助萬家莊走向富裕，因此深受村民的信任和愛戴。自認行事從來秉公守法，一視同仁，直到何幸福來到萬家莊掀起一系列的變故，讓萬善堂開始正視並檢討凡事不能只一味向前衝，需接受並改善舊社會觀念，才能引領萬家庄迎向更好的未來。 |
| 曹征                          | 萬傳家 | 萬善堂的兒子，並雞姦其。性格玩世不恭，仗勢欺人，在王家婚禮上，借鬧婚之名騷擾何幸運和強暴萬傳美，因為何幸福的好強，開始處處針對王家。對於萬家集團的發展促進有很大的功勞，雖然有手段有野心，但行為偏激，為達目的不擇手段，最終因用人不利引來牢獄之災，自食惡果。當年他母親被婚鬧而孕，最後難產，遺腹子，父親親手大義滅親 |
| 張可盈                        | 何幸運 | 何幸福的妹妹。省吃儉用，刻苦學習，夢想當上正職律師。在姊姊的婚禮上，遭到萬傳家性騷擾，進入律所實習後，與師哥關濤幫助姊姊處理土地糾紛，原本在關濤的勸說下決定起訴萬傳家，卻不敵現實向金錢和權勢低頭，也逐漸被眼前的利益迷惑了心智，成為萬家集團法律顧問，在最後因萬家集團與水尾村的官司，發現一些內幕後，決定不能再繼續錯下去，便離職義道律所，到方圓事務所上班 |
| 羅晉                          | 關濤   | 王慶志的朋友、何幸運的師哥以及律所前輩。出身富裕家庭，性格古道熱腸，對公道的執行懷抱滿腔熱血，在何幸運初出社會最艱難的時期給予諸多幫助，帶著幸運處理多起案子。原本對何幸運產生過好感，但目睹何幸運向權勢低頭後，對其感到十分失望，在與朋友合夥成立律師事務所後，招聘了進城的何幸福成為同事，在何幸福的從旁助力下，成為遠近馳名的律師，致力發揚心中的正義。與何幸福亦師亦友，相互成就，被何幸福的善良與上進所感，也因顧及對方有家庭和孩子，只能發之於情，止乎於禮。         |
| 林思意                        | 王秀玉 | 王慶來的小妹。從小學業表現上十分優異，在以為高考失利後進入萬家集團擔任員工，因萬傳家為隱瞞與彌補其高考成績被萬傳美頂替一事，刻意安排王秀玉做著錢多事少的工作，而遭受同事們的非議，但為求進步一直致力投考財務會計。在何幸福初嫁入王家時對她頗有微詞，但日久相處之下對這位大嫂完全改觀，成為凡事最支持何幸福的家人。得知原來當年考上大學的資格是被萬傳美冒名頂替的真相後，卻被親人們要求妥協，只有何幸福站出來支持和維護，最後還是有得到萬傳美的道歉，還有到大學旁聽繼續學習 |
| 刘衍辰                        | 王庆志 | 王慶來的弟弟，許亞妮男朋友。獨攬家中經濟資源上學得到研究生畢業的文憑，成為王家最驕傲的孩子，溫文儒雅彬彬有禮，家人有事會盡量幫忙但不違背原則，十分護亞妮及其家人。 |
| 张喜前                        | 王友德 | 王慶來、王慶志、王秀玉的父親。性格小氣又窩囊，連帶影響著慶來，總愛在家人面前吹牛。 |
| 迟蓬                          | 林桂枝 | 王慶來、王慶志、王秀玉的母親。為人看似大度明理，實則性格畏畏縮縮，亦從未將兒媳婦看作真正的家人。雖然心疼王慶來，但對王慶志卻有著明顯的偏愛。 |
| 馮雷                          | 韓律師 | 何幸運的上司。唯利是圖，老奸巨猾的資深律師。對何幸運的姿色曾有垂涎，後利用何幸運被婚鬧一事為籌碼，與萬傳家進行利益交換，空手套白狼，為自己的律師事務所換取生意。 |
| 宋佳倫 （页面存档备份，存于） | 李公安 | 在萬家莊的公安局內服務，長期替村民們調節大小糾紛。 |
| 马昕墨                        | 許亞妮 | 王慶志女朋友。家境殷實，性格單純，與何幸福十分要好。 |
| 王志飛                        | 許處長 | 許亞妮的父親。 |
| 于子洋                        | 萬傳美 | 萬善堂女兒，萬傳家之妹，被其借鬧婚之名強暴。從小成績不好，在母親去世後，又因父親萬善堂忙於工作，童年缺乏雙親的教導，被哥哥萬傳家寵成了驕縱任性的脾氣，高考失利後，萬傳家因不忍其傷心哭鬧，故花錢讓人安排其頂替王秀玉去上大學，10年後，爲告別過去，活出自我，在公開的場合下，向王秀玉鄭重道歉。 |

## 電視劇原声帶
| 曲序 | 曲目               |        | 作曲 | 编曲 | 演唱   |
| ---- | ------------------ | ------ | ---- | ---- | ------ |
| 1.   | 幸福花朵（主題曲） | 徐夢雅 | 撈仔 | 撈仔 | 覃可心 |

## 獎項與榮譽
| 年份   | 頒獎典禮                                 | 獎項         |
| 2023年 | 第三屆環球影視文化傳播高峰論壇暨年度優選 | 年度品質劇集 |

## 收视率
| 中国 東方卫视 首播收视率 （CSM59 4+） |               |        |          |      |          |
| 集數                                  | 播出日期      | 收视率 | 收视份额 | 排名 | 備註     |
| 1-2                                   | 2022年6月29日 | 0.478  | 2.317    | 8    | 上星首播 |
| 3-4                                   | 2022年6月30日 | 0.518  | 2.466    | 9    |          |
| 5-6                                   | 2022年7月1日  | 0.568  | 2.588    | 5    |          |
| 7                                     | 2022年7月2日  | 0.622  | 3.006    | 4    |          |
| 8-9                                   | 2022年7月3日  | 0.719  | 3.283    | 4    |          |
| 10-11                                 | 2022年7月4日  | 0.539  | 2.561    | 7    |          |
| 12-13                                 | 2022年7月5日  | 0.596  | 2.840    | 7    |          |
| 14-15                                 | 2022年7月6日  | 0.581  | 2.834    | 5    |          |
| 16-17                                 | 2022年7月7日  | 0.625  | 3.051    | 6    |          |
| 18-19                                 | 2022年7月8日  | 0.624  | 2.873    | 6    |          |
| 20                                    | 2022年7月9日  | 0.707  | 3.447    | 3    |          |
| 21-22                                 | 2022年7月10日 | 1.024  | 4.836    | 2    |          |
| 23-24                                 | 2022年7月11日 | 0.702  | 3.370    | 4    |          |
| 25-26                                 | 2022年7月12日 | 0.694  | 3.356    | 5    |          |
| 27-28                                 | 2022年7月13日 | 0.866  | 4.279    | 3    |          |
| 29-30                                 | 2022年7月14日 | 0.881  | 4.210    | 4    |          |
| 31-32                                 | 2022年7月15日 | 0.894  | 4.049    | 4    |          |
| 33                                    | 2022年7月16日 | 0.949  | 4.584    | 2    |          |
| 34-35                                 | 2022年7月17日 | 1.154  | 5.192    | 1    |          |
| 36-37                                 | 2022年7月18日 | 1.037  | 4.827    | 2    |          |
| 38-39                                 | 2022年7月19日 | 0.984  | 4.521    | 3    |          |
| 40                                    | 2022年7月20日 | 1.000  | 4.798    | 4    | 上星收官 |

1. 数据由广视索福瑞提供，调查范围为四岁以上之观众。
2. 以上收视排名包括央视在内。
3. 数据来源：卫视这些事儿

| 中国 北京卫视 首播收视率 （CSM59 4+） |               |        |          |      |          |
| 集數                                  | 播出日期      | 收视率 | 收视份额 | 排名 | 備註     |
| 1-2                                   | 2022年6月29日 | 0.454  | 2.205    | 10   | 上星首播 |
| 3-4                                   | 2022年6月30日 | 0.522  | 2.486    | 8    |          |
| 5-6                                   | 2022年7月1日  | 0.512  | 2.340    | 8    |          |
| 7                                     | 2022年7月2日  | 0.474  | 2.304    | 7    |          |
| 8-9                                   | 2022年7月3日  | 0.525  | 2.408    | 6    |          |
| 10-11                                 | 2022年7月4日  | 0.554  | 2.638    | 6    |          |
| 12-13                                 | 2022年7月5日  | 0.605  | 2.890    | 6    |          |
| 14-15                                 | 2022年7月6日  | 0.581  | 2.845    | 4    |          |
| 16-17                                 | 2022年7月7日  | 0.539  | 2.647    | 7    |          |
| 18-19                                 | 2022年7月8日  | 0.588  | 2.718    | 7    |          |
| 20                                    | 2022年7月9日  | 0.574  | 2.805    | 7    |          |
| 21-22                                 | 2022年7月10日 | 0.575  | 2.724    | 7    |          |
| 23-24                                 | 2022年7月11日 | 0.628  | 3.031    | 5    |          |
| 25-26                                 | 2022年7月12日 | 0.593  | 2.880    | 6    |          |
| 27-28                                 | 2022年7月13日 | 0.794  | 3.955    | 4    |          |
| 29-30                                 | 2022年7月14日 | 0.751  | 3.602    | 6    |          |
| 31-32                                 | 2022年7月15日 | 0.962  | 4.348    | 3    |          |
| 33                                    | 2022年7月16日 | 0.768  | 3.734    | 5    |          |
| 34-35                                 | 2022年7月17日 | 0.832  | 3.751    | 5    |          |
| 36-37                                 | 2022年7月18日 | 0.942  | 4.389    | 4    |          |
| 38-39                                 | 2022年7月19日 | 0.938  | 4.320    | 4    |          |
| 40                                    | 2022年7月20日 | 1.041  | 5.006    | 3    | 上星收官 |

1. 数据由广视索福瑞提供，调查范围为四岁以上之观众。
2. 以上收视排名包括央视在内。
3. 数据来源：卫视这些事儿

## 獎項
| 年份   | 頒獎典禮           | 獎項               | 入围者         | 結果 |
| ------ | ------------------ | ------------------ | -------------- | ---- |
| 2021年 | 抖音星動之夜       | 年度最受期待電視劇 | 《幸福到万家》 | 獲獎 |
| 2024年 | 第34届电视剧飞天奖 | 优秀电视剧奖       | 《幸福到万家》 | 提名 |

## 軼事
- 此劇為演員趙麗穎與導演鄭曉龍繼《金婚》後，時隔13年再度合作[5]。

- 此劇為趙麗穎與劉威繼《紅樓夢》及《理想照耀中國》後第三度合作。

- 劇中呼巴掌的橋段引發熱議，後來釋出的花絮影片中，有網友抓包張可盈疑似翻白眼，不少人因此砲轟她「不敬業」。[6]

- 導演姚遠之父姚守崗93年為了拍戲，在領犬員眼前活活炸死身有軍功的退役軍犬，事後還上節目嘻笑說是必須炸死一條軍犬才真實，導致姚遠微博分享幸福到萬家影片至今仍被網友問候其父死期。

## 评论回响
《幸福到万家》电视剧一经播出便迅速引发广泛关注，并连续22天登上电视剧全网正片播放市占率的日冠军，显示了其强大的影响力和受欢迎程度。这部作品以直面社会现实的题材和社会热点话题，成功吸引了广泛关注。是一部直面现实的力作。
《幸福到万家》真实刻画乡村女性逆袭，因为剧中的风波不断，让网友直呼“看《幸福到万家》，今天又是血压升高的一天！”婚闹、征地等情节直击现实痛点，赵丽颖演技突破获赞。尽管冲突密集被指戏剧化，但网友也称“期待何幸福披荆斩棘的一天！”同时该剧对法治启蒙、女性力量的呈现引发深度讨论，收视口碑双赢，堪称乡村振兴题材的破圈之作！

## 外部連結
- 幸福到万家官微的新浪微博
- 豆瓣电影上《幸福到萬家》的資料 （简体中文）